# Bermuda Acoustic Trio
I Bermuda Acoustic Trio sono un gruppo musicale italiano in origine formato da Giorgio Buttazzo (chitarra e voce), Gabriele Monti (chitarra e voce) e "Kamsin" Giordano Urzino (contrabbasso, basso elettrico e voce). Dal 2009 quest'ultimo è stato sostituito da Andrea "Atto" Alessi, a causa di gravi problemi di salute, che lo portarono ad una prematura scomparsa alla fine dello stesso anno.
Da settembre del 2012 la formazione vede in organico Giorgio Buttazzo (chitarra e voce),  Andrea "Atto" Alessi (basso e voce), Luciana Buttazzo (voce) e Lele Veronesi (batteria e percussioni).
Il 19 aprile 2019, all'età di 60 anni, viene a mancare Gabriele (Lele) Monti a causa di un malore. In una intervista Giorgio Buttazzo esprime la possibilità di «Chiudere l'esperienza dei Bermuda».

## Storia
La nascita del gruppo avvenne casualmente nel 1995, durante il sound check di un concerto acustico del cantautore Pierangelo Bertoli che Giorgio Buttazzo e Gabriele Monti accompagnavano; la prova destò tra il pubblico un tale apprezzamento che i due, ai quali si unì il bassista "Kamsin" Giordano Urzino, iniziarono a suonare praticamente tutte le sere.
Al 2019 vantano più di 4500 concerti in Italia e all'estero e 55.000 CD venduti nei loro spettacoli e senza avere mai sottoscritto alcun contratto discografico.

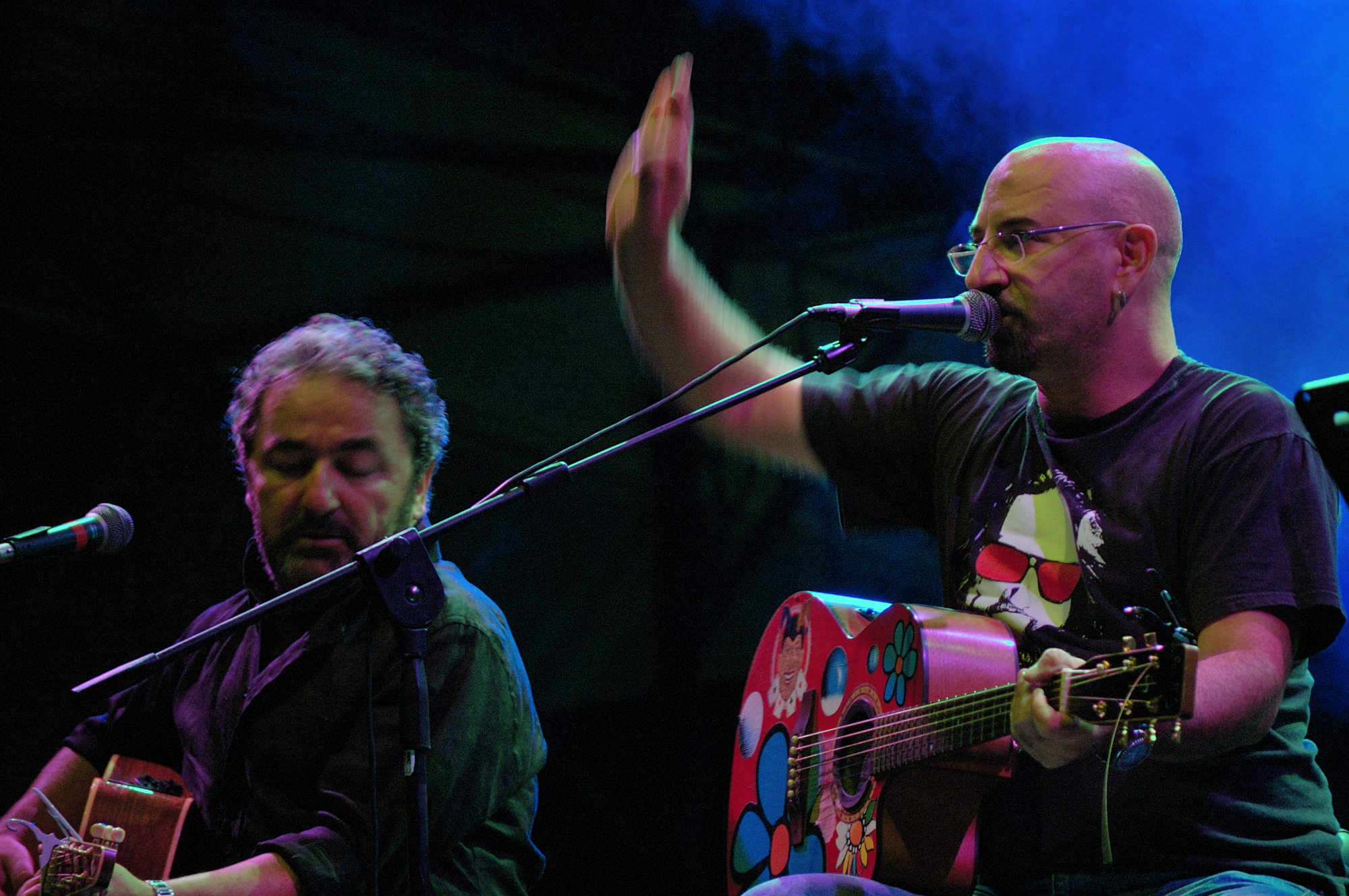
Gabriele Monti e Giorgio Buttazzo

Il loro repertorio è un contenitore dove trova spazio qualunque genere musicale, dal pop al rock, jazz, blues e persino classico in uno spettacolo che si svolge senza soluzione di continuità e nel quale l'elevato grado di improvvisazione rende ogni concerto diverso dal precedente.

## Partecipazioni
Nel corso della loro carriera hanno partecipato: per due anni consecutivi a Venezia in una delle più singolari manifestazioni musicali del mondo, Venezia suona; al festival Le nuits de la Guitare a Patrimonio in Corsica, in cartellone con Paco de Lucía, Jeff Beck, Buena Vista Social Club, Sérgio Assad e Robben Ford; al Salento Guitar Festival, calcando la scena insieme ad importanti ospiti come Peter Finger, Harvey Reid, Armando Corsi; a sette edizioni del Soave Guitar Festival suonando assieme ad artisti come Tommy Emmanuel; al Douai Guitar Festival in Francia e, sempre in Francia, al Festival de Montereau in cartellone con Joe Satriani e Bonnie Tyler.
Nel luglio del 2009 hanno partecipato al Ravello Festival, in cartellone con Chick Corea e Stefano Bollani.

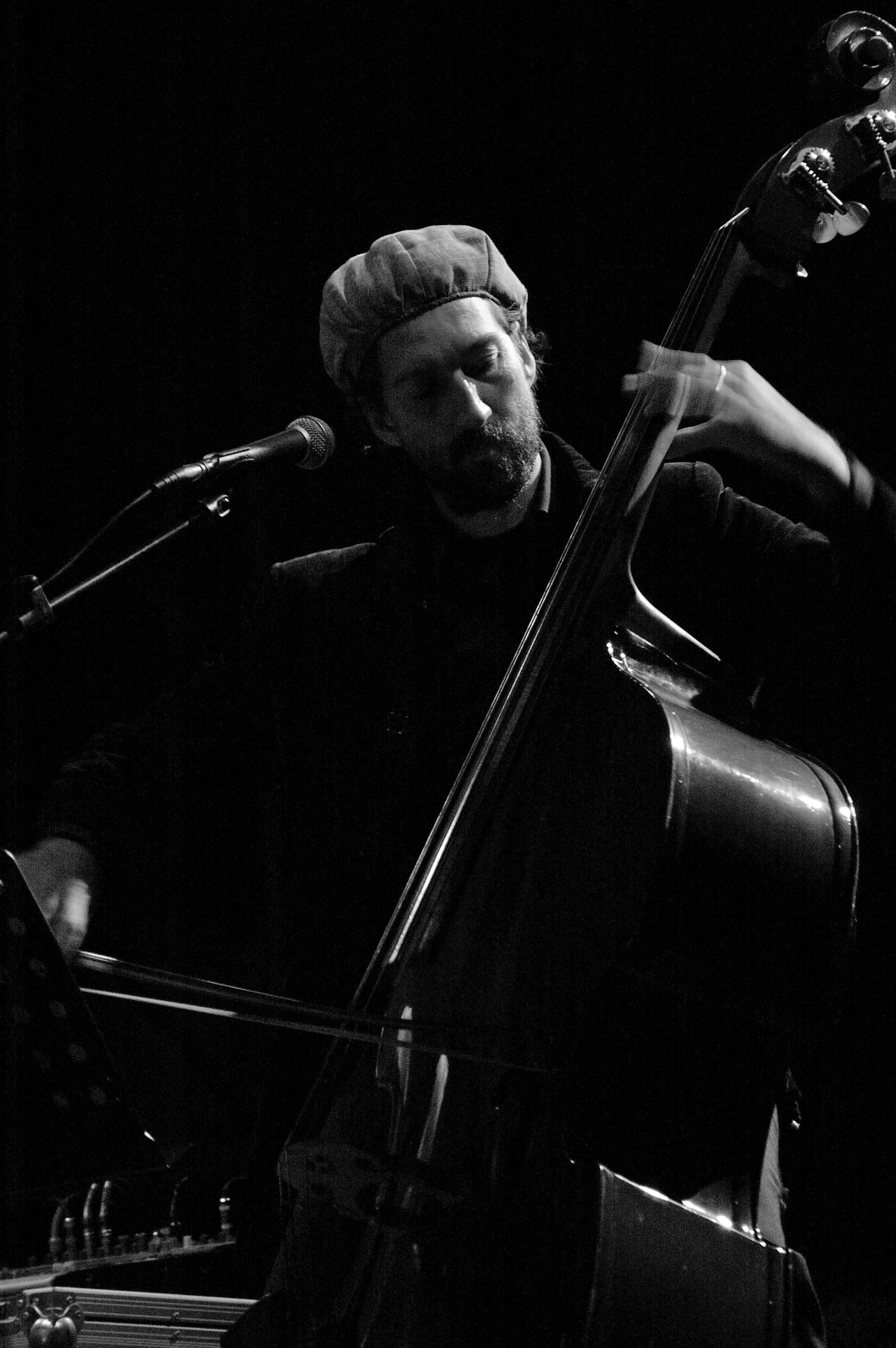
Andrea "Atto" Alessi

I loro curricula vantano inoltre collaborazioni con artisti come di Jeff Healey, Stanley Jordan, Lucio Fabbri, Stephen Bennett e partecipazioni a trasmissioni radiofoniche e televisive, in Italia e all'Estero, da Area protetta in tour del 2006 di  Sergio Mancinelli, trasmessa su Radio Capital, a Maurizio Crozza e Mai dire mai 2008 e 2009 con la Gialappa's Band.
Il 10 agosto 2010 hanno partecipato alla trasmissione Baobab, in onda su Radio 1 RAI, nella quale hanno eseguito alcuni brani del loro repertorio.

## Discografia
- 1998 - Live At Johnny Fox's & Echò Music Pub
- 2000 - Livin' Studio, con la partecipazione di Lucio "Violino" Fabbri (viola e violino), Pierluigi Calderoni (batteria), Josè Luis Fioravanti (percussioni) e Marco Dieci (armonica)
- 2003 - Naturally Live
- 2007 - Plays Pink Floyd
- 2010 - Ciao Kamsin, una raccolta di brani in ricordo dello scomparso Kamsin Giordano Urzino
- 2012 - ...Sempre E Comunque Live
- 2017 - Bermudatrio 2017